# 那江水库
那江水库是中国广西壮族自治区崇左市扶绥县境内的一座水库，位于左江支流汪庄河上，建于1959年。水库正常库容为1483万立方米，集雨面积为41平方千米，海拔为187米。